# Шуйский, Юзеф
Юзеф Шуйский (пол. Józef Szujski; 16 июня 1835, Тарнув — 7 февраля 1883, Краков) — польский политический деятель, историк, публицист, поэт, прозаик. Профессор польской истории Ягеллонского университета (с 1869 года), ректор Ягеллонского университета (1878—1879), Генеральный секретарь Польской Академии знаний в Кракове (1872—1883).

## Биография
По материнской линии происходил из дворянского рода, представители которого выводили свое происхождение от князей Шуйских, лишившихся княжеского титула.  Он был внебрачным ребенком Каролины Шуйской и Эдварда Владислава Ланги (Langie Edward Władysław, 1812-1879), повстанца, участника Польского восстания (1830-1831) и экспедиции Юзефа Заливского (1833), который осенью 1834 года скрывался в имении Шуйских. Юзеф, воспитанный матерью, провел часть своего детства в Збышицах на реке Дунаец – в имении своего дяди Петра. В 1846 году он переехал с матерью в Тарнув, где начал образование в гимназии. После шести лет обучения он перешел в гимназию Святой Анны в Кракове. После сдачи экзаменов на аттестат зрелости он поступил на философский факультет Ягеллонского университета, но после первого семестра (вероятно, под давлением матери) перешел на юридический факультет.
В конце 1857 года стал посещать собрания польского патриотического сообщества краковской молодежи. В следующем году выехал в Вену для продолжения учебы, но после первого семестра вернулся в Краков.

## Политическая деятельность
Включился в национально-освободительное движение, находился под надзором полиции. Во время польского восстания 1863 года — участник повстанческой организации в Галиции. Поражение восстания 1863—1864 годов привело его в реакционный лагерь. Был одним из идеологов и лидеров крайне консервативной партии «Станчиков». Выступал с многочисленными публикациями осуждения национально-освободительного движения в Польше. В своих статьях призывал к сотрудничеству с правительством Австро-Венгрии, тесной связи с католической церковью, отказу от освободительной борьбы.
С 1867 года — депутат Галицийского сейма, с 1879 года — член Палаты господ венского рейхсрата. В знак признания его заслуг император сделал его пожизненным членом Палаты господ.
Был одним из создателей реакционной политической программы «тройной лояльности», провозглашавшей союз польских эксплуататорских классов с царской Россией.

## Научная деятельность
Признанный глава польской краковской историографической школы. В своих трудах главное внимание уделял политической истории, в частности, Польши. При этом особо концентрируясь на причинах падения Речи Посполитой.
Выступал апологетом сильной монархической власти, абсолютизма, образец которого он видел в Австро-Венгрии, католической церкви, восхвалял Люблинскую унию, видя в ней проявление цивилизаторской «миссии» Польши на Востоке, прославлял экспансионистскую феодальную политику Речи Посполитой.
Решающую роль в историческом процессе отводил провидению.

## Избранные научные труды и литературные произведения
- «История Польши» (т. 1—4, 1862—1866)
- «Марина Мнишек и оба Самозванца» / Maryna Mniszchówna i obaj Samozwancy. (1858)
- «Jerzy Ossoliński. Trylogia 1616—1650» (1876)
- «Die Polen und Ruthenen in Galizien» (1882)
- «Kazimierz Wielki»
- «Dyaryusze sejmów koronnych, 1548, 1553 i 1570 r.»
- «Kilka prawd z dziejów naszych. Ku rozważeniu w chwili obecnej»
- «Dzieje Polski 1862-66»
- «Samuel Zborowski»
- «Halszka z Ostroga» — пьеса
- «Królowa Jadwiga»
- «Wallas» — драматическая поэма
- «Jerzy Lubomirski»
- «Śmierć Władysława IV» — драма
- «Maryna Mniszchówna»
- «Portrety Nie-Van-Dyka»
- «O fałszywej historii jako mistrzyni fałszywej polityki»
- «Pan Rożnowa: powieść poetycka» — поэтическая повесть
- «Dwór królewicza Władysława» — историческая комедия в 3-х актах и др.

Занимался переводами, перевел на польский язык «Агамемнон» Эсхила.
Вместе с Станиславом Козьмяном был одним из основателей в 1866 году научно-литературного ежемесячного журнала «Przegląd Polski».
Умер не прожив и 48 лет. Похоронен на краковском Раковицком кладбище.

## Память
- Его друг художник Ян Матейко увековечил Юзефа Шуйского не только написав его портрет, но и на полотне «Прусская дань» в образе воспитателя молодого королевича Сигизмунда Августа.
- Один из лекционных залов Collegium Novum краковского Ягеллонского университета носит имя Юзефа Шуйского.